# Varicorhinus tornieri
Varicorhinus tornieri är en fiskart som beskrevs av Steindachner, 1906. Varicorhinus tornieri ingår i släktet Varicorhinus och familjen karpfiskar. IUCN kategoriserar arten globalt som livskraftig. Inga underarter finns listade i Catalogue of Life.